# Триестская лира
Триестская лира (словен. и хорв. Lira Trst, серб. Лира Трст, итал. Lira triestina), также известная как «юголира» — валюта, введённая главой югославской военной администрации в Юлийской Краине полковником Владимиром Ленацем.
Несмотря на название, валюта не имела отношения к городу Триесту. Изначально она имела обращение на оккупированной югославской армией территории Италии, а после того, как Италия 16 сентября 1947 года ратифицировала Парижский мирный договор — только в Зоне B Свободной территории Триест.
Неожиданное введение этой валюты и насильственный обмен итальянских лир на триестские по курсу 1:1 вызвало панику среди местного населения и привело к волнениям, подавленным югославскими войсками. Заменена на югославский динар в соотношении: 10 лир = 1 динар.